# Herrarnas 82,5 kg i tyngdlyftning vid olympiska sommarspelen 1980
Herrarnas tyngdlyftning i 82,5-kilosklassen vid olympiska sommarspelen 1980 hölls den 26 juli 1980 i Izmailovo Sports Palace i Moskva.

## Tävlingsformat
Varje tyngdlyftare får tre försök i ryck och stöt. Deras bästa lyft i de båda kombineras till ett totalt resultat. Om någon tävlande misslyckas att få ett godkänt lyft, så blir de utslagna. Ifall två tyngdlyftare hamnar på samma resultat, är idrottaren med lägre kroppsvikt vinnare.

## Resultat
| Plats | Idrottare                       | Kroppsvikt | Ryck (kg) | Ryck (kg) | Ryck (kg) | Ryck (kg) | Stöt (kg) | Stöt (kg) | Stöt (kg) | Stöt (kg) | Totalt |
| Plats | Idrottare                       | Kroppsvikt | 1         | 2         | 3         | Resultat  | 1         | 2         | 3         | Resultat  | Totalt |
| ----- | ------------------------------- | ---------- | --------- | --------- | --------- | --------- | --------- | --------- | --------- | --------- | ------ |
| 1     | Jurik Vardanjan (URS)           | 81,70      | 165       | 172,5     | 177,5     | 177,5     | 205       | 215,5     | 225,5     | 225,5     | 400    |
| 2     | Blagoy Blagoev (BUL)            | 81,60      | 165       | 170       | 175       | 175       | 192,5     | 197,5     | -         | 197,5     | 372,5  |
| 3     | Dušan Poliačik (TCH)            | 82,00      | 155       | 160       | 160       | 160       | 200       | 205       | 207,5     | 207,5     | 367,5  |
| 4     | Jan Lisowski (POL)              | 81,85      | 150       | 155       | 155       | 150       | 197,5     | 205       | 210       | 205       | 355    |
| 5     | Krasimir Drandarov (BUL)        | 81,95      | 150       | 155       | 155       | 155       | 200       | 205       | 212,5     | 200       | 355    |
| 6     | Paweł Rabczewski (POL)          | 82,30      | 155       | 160       | 160       | 155       | 195       | 195       | 202,5     | 195       | 350    |
| 7     | Detlef Blasche (GDR)            | 80,95      | 152,5     | 152,5     | 157,5     | 152,5     | 192,5     | 197,5     | 197,5     | 192,5     | 345    |
| 8     | Juhani Avellan (FIN)            | 82,35      | 150       | 155       | -         | 150       | 182,5     | 182,5     | 190       | 182,5     | 332,5  |
| 9     | Vladimir Zrnić (YUG)            | 82,30      | 137,5     | 142,5     | 142,5     | 142,5     | 180       | 187,5     | 187,5     | 187,5     | 330    |
| 10    | Stefan Jonsson (SWE)            | 82,35      | 137,5     | 142,5     | 142,5     | 142,5     | 180       | 185       | 187,5     | 185       | 327,5  |
| 11    | Talal Hassoun Abdul Kader (IRQ) | 81,55      | 137,5     | 142,5     | 145       | 145       | 177,5     | 182,5     | 182,5     | 177,5     | 322,5  |
| 12    | Erling Johansen (DEN)           | 81,40      | 142,5     | 147,5     | 150       | 147,5     | 170       | 175       | 175       | 170       | 317,5  |
| 13    | Stephen Pinsent (GBR)           | 79,50      | 135       | 135       | 140       | 135       | 170       | 175       | 175       | 170       | 305    |
| 14    | Salem Ajjoub (SYR)              | 82,50      | 127,5     | 132,5     | 132,5     | 127,5     | 170       | 175       | 177,5     | 175       | 302,5  |
| -     | Petre Dumitru (ROM)             | 81,90      | 155       | 160       | 160       | 155       | 190       | 190       | 190       | -         | DNF    |
| -     | Robert Kabbas (AUS)             | 81,60      | 142,5     | 147,5     | 147,5     | 142,5     | 182,5     | 182,5     | 182,5     | -         | DNF    |
| -     | Þorsteinn Leifsson (ISL)        | 82,40      | 125       | 130       | 130       | 125       | 160       | 160       | 160       | -         | DNF    |
| -     | Bertalan Mandzák (HUN)          | 81,80      | 155       | 155       | 155       | -         | -         | -         | -         | -         | DNF    |
| -     | Serge Van Cottom (BEL)          | 81,55      | 132,5     | 132,5     | 132,5     | -         | -         | -         | -         | -         | DNF    |

## Nya rekord
| Ryck   | 177,5 kg | Jurik Vardanjan (URS) | WR |
| Stöt   | 222,5 kg | Jurik Vardanjan (URS) | WR |
| Totalt | 400,0 kg | Jurik Vardanjan (URS) | WR |